# Parafia wojskowa św. Katarzyny w Toruniu
Parafia wojskowa św. Katarzyny w Toruniu – parafia garnizonowa znajdująca się w Dekanacie Wojsk Lądowych Ordynariatu Polowego Wojska Polskiego (do 27 czerwca 2011 roku parafia należała do Dekanatu Sił Powietrznych Północ.
Do parafii należy kościół zbudowany w latach 1894–1897. Początkowo świątynia należała do ewangelików, po I wojnie światowej przeszła na własność Wojska Polskiego. W lipcu 1921 roku kościół konsekrował biskup polowy Stanisław Gall. Parafia powstała w 1925 roku, po uregulowaniu statusu kościołów garnizonowych. W 1928 roku parafia stała się siedzibą dekanatu. Podczas II wojny światowej kościół przejęli żołnierze niemieccy wyznania ewangelickiego. 21 stycznia 1993 roku parafię ponownie erygowano.